# Çörek

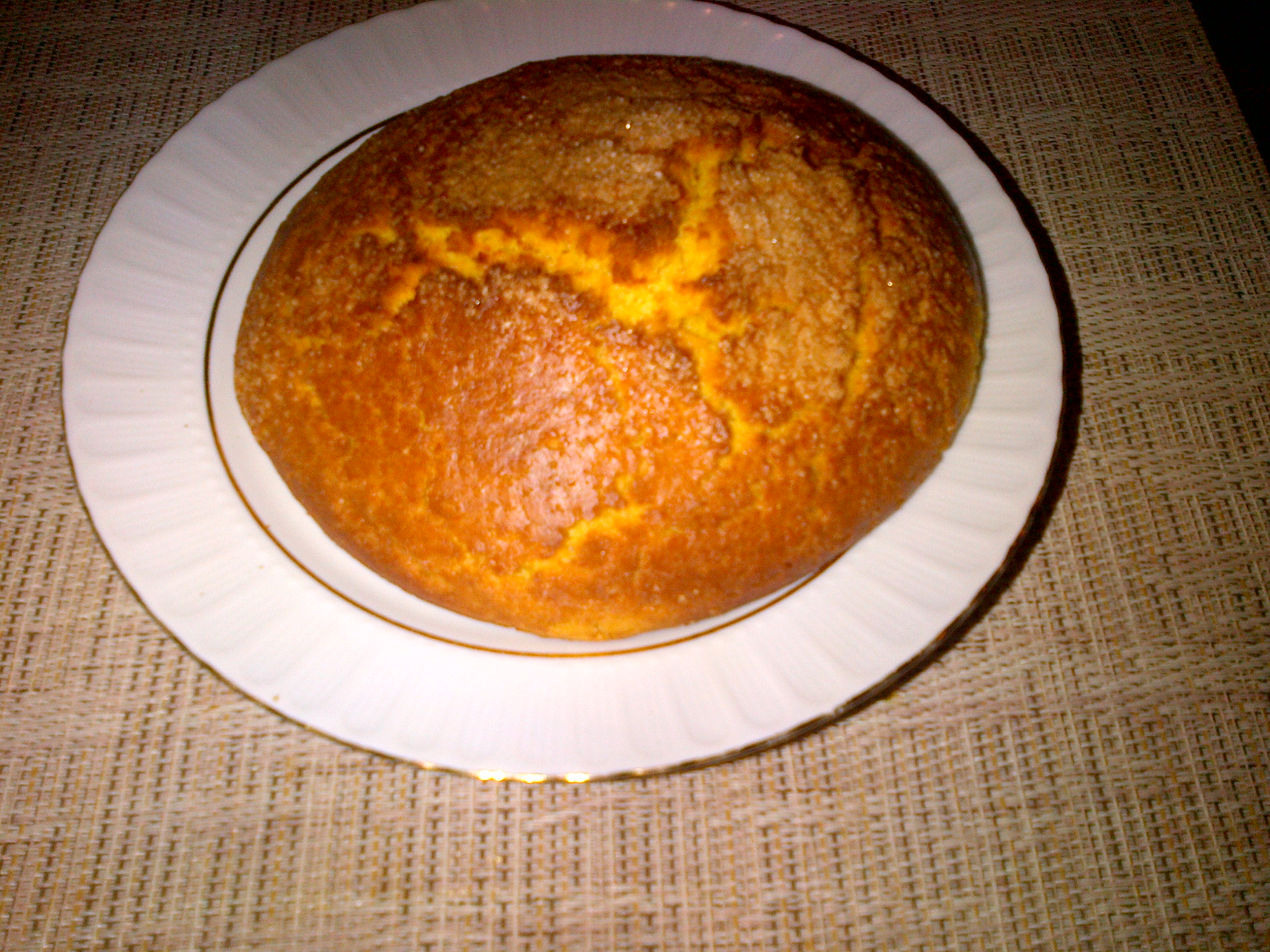
Un çörek comú (de mahlep)

Çörek (turc) són uns pans dolços a la cuina turca amb moltes varietats. La referència més antiga a la paraula çörek en l'idioma turc és de l'any 1070 o 1073 i a Divan-i Lugat-üt Türk, diccionari enciclopèdic de Mahmud al-Kaixgarí.

## Història
Al segle xi els turcs coneixien el çörek amb el seu nom i forma actual i feien diversos çöreks. Çörek és esmentada moltes vegades en les obres de Rumi, al segle xiii. En l'Imperi Otomà el çörek i el simit només es podien fer per mestres especialitzats. Hi havia un "narh" (preu fixat per l'estat) pel simit, el börek i el çörek, com pel pa (el çörek tenia el doble del preu del pa) a l'illa de Xipre en els temps otomans.

## Ingredients
Els ingredients pel çörek són farina (de blat), mantega, ous, massa agria com a llevat, mahlep (espècia de cirerer de guineu o Prunus mahaleb), sucre i sal.

Gairebé sempre s'agreguen pebretes sobre d'aquests pans, per la qual cosa les pebretes (els llavors de nigella sativa) s'anomenen çörekotu en turc.

## Varietats

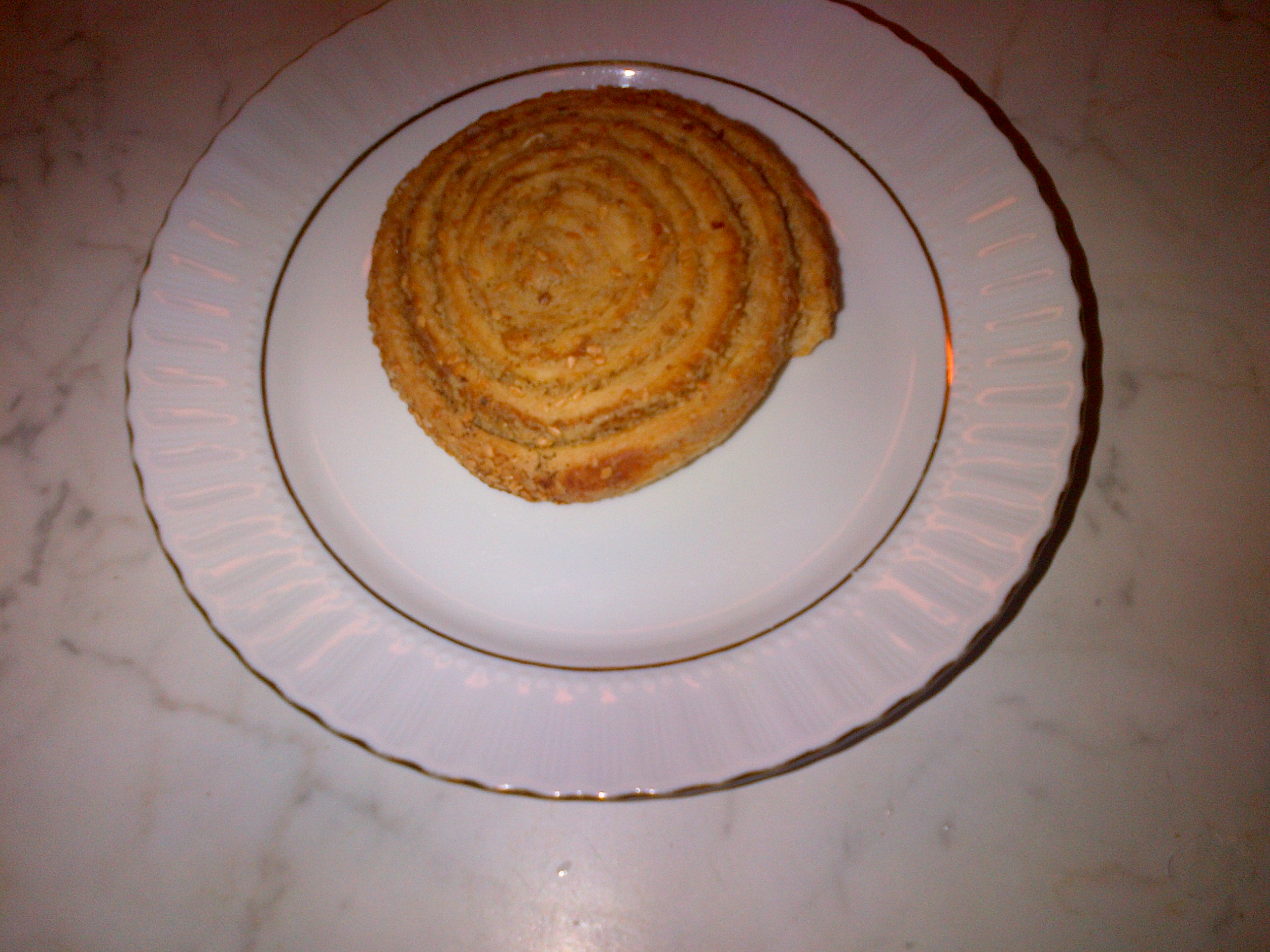
Un petit çörek de tahina

A Turquia hi ha moltes varietats de çörek, segons la forma, com Ay çöreği (çörek de Lluna) o segons els ingredients, com Haşhaşlı çörek (çörek amb llavors de cascall), Tarçınlı çörek, (çörek amb canyeller), o Tahinli çörek (amb tahina). Els çörek es poden classificar també segons la ciutat, com İstanbul çöreği (çörek d'Istanbul) o Tarsus çöreği (çörek de Tars). També hi ha çöreks per a les ocasions especials com ara Paskalya çöreği (çörek de Pasqua).
El çörek també ha donat el seu nom al tsoureki grec.

## Imatges

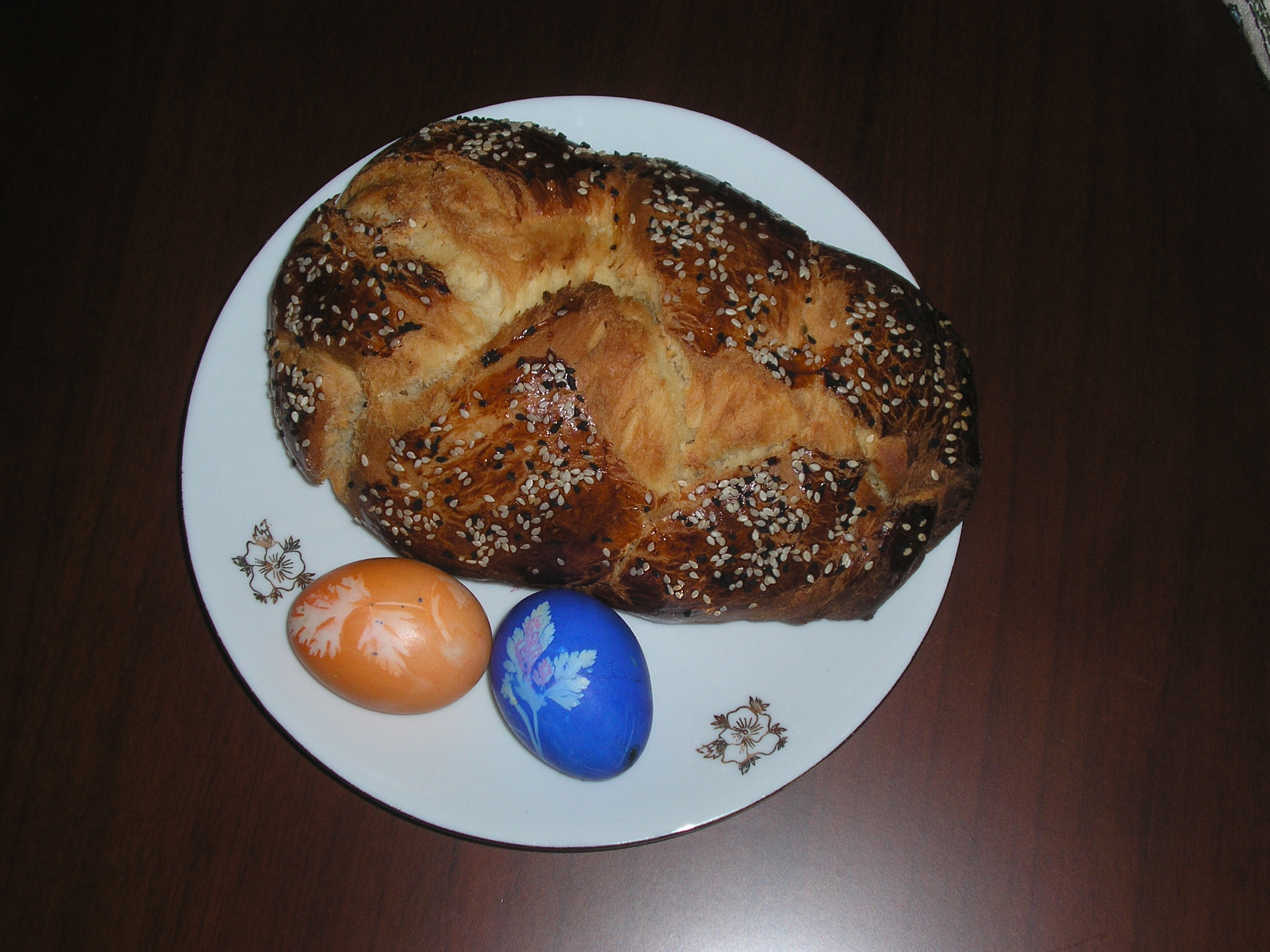
Paskalya çöreği a Istanbul
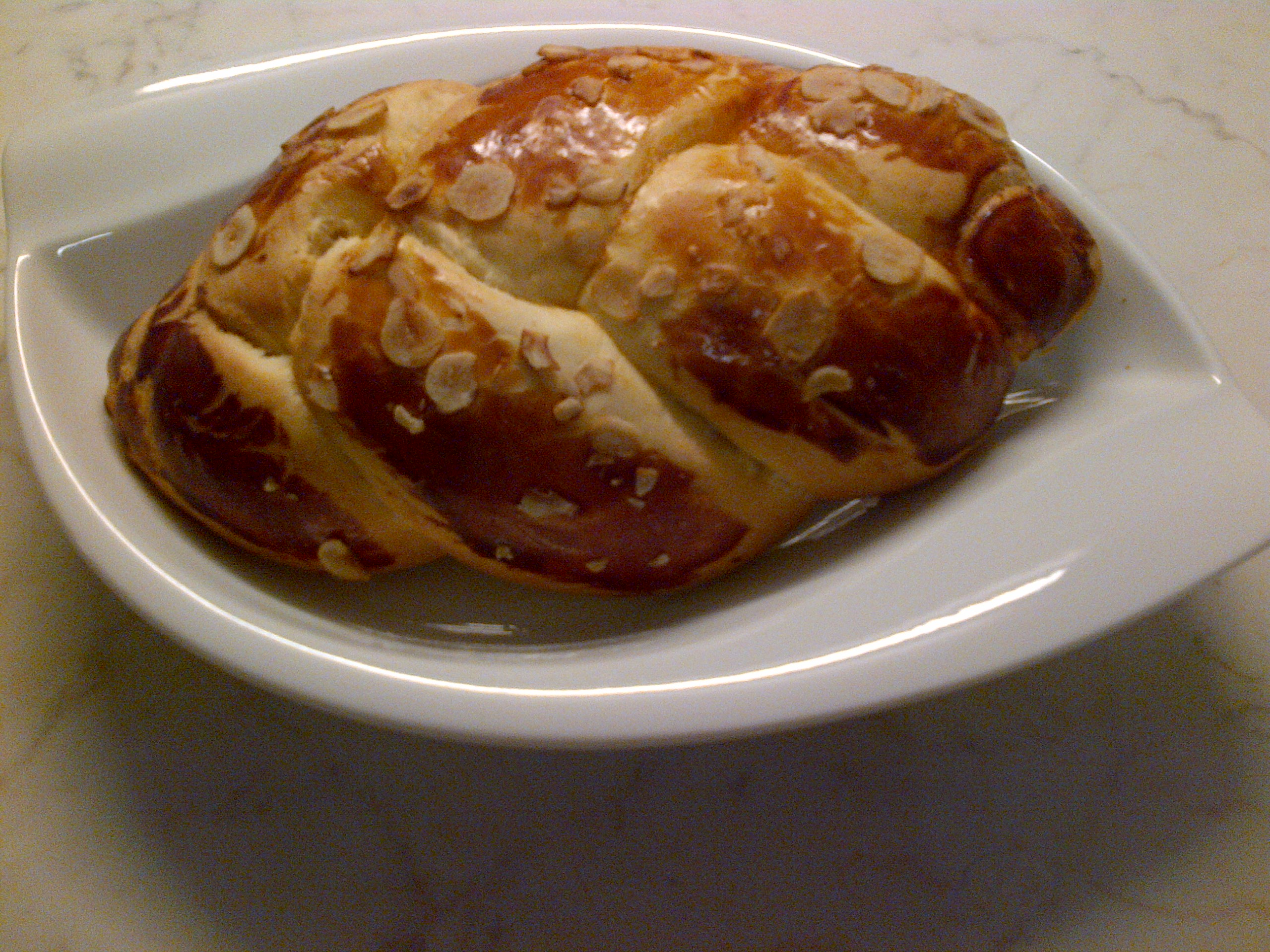
Paskalya çöreği a Ankara
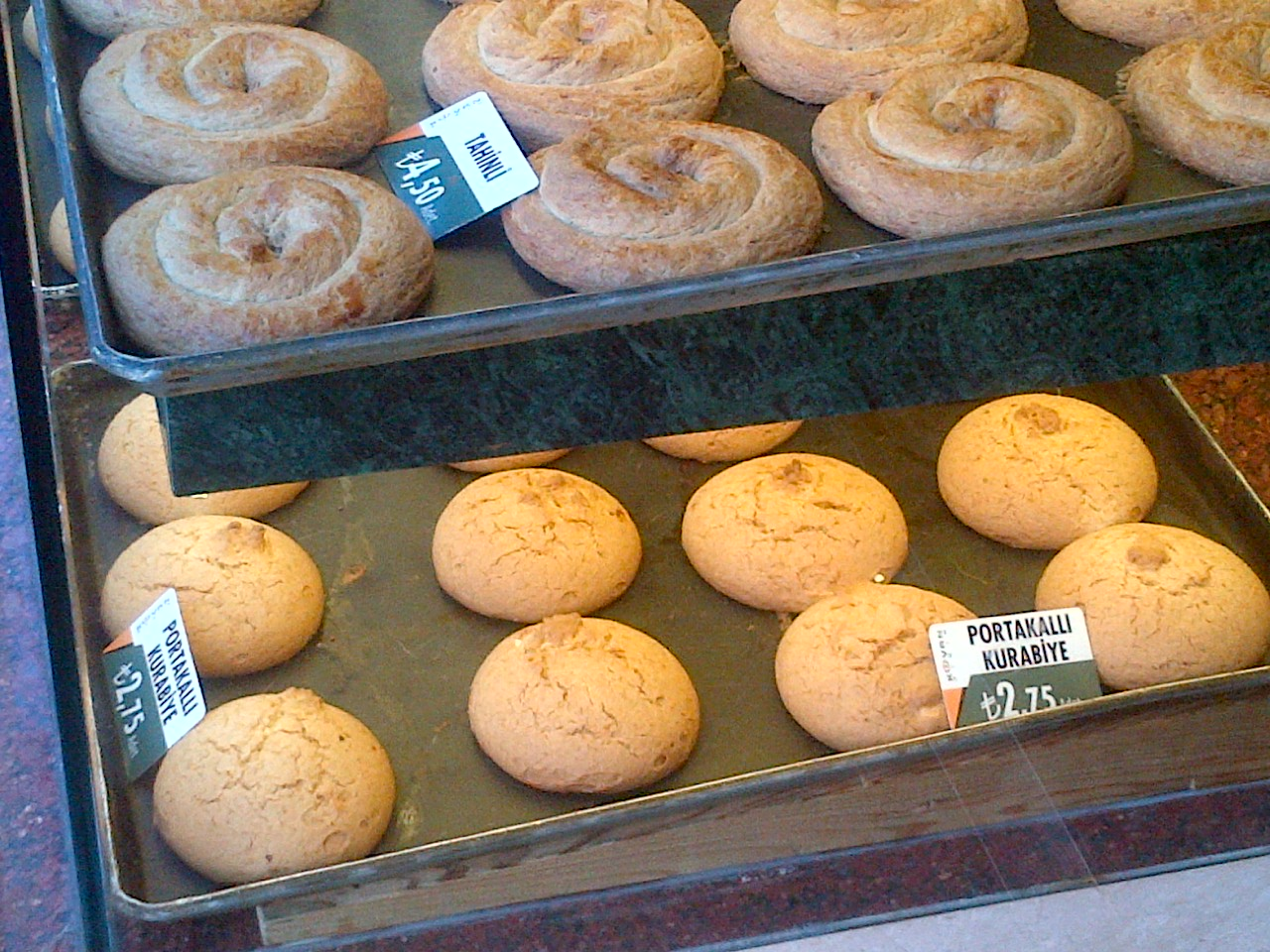
Tahinli çörek (amunt) a Kadıköy, Istanbul
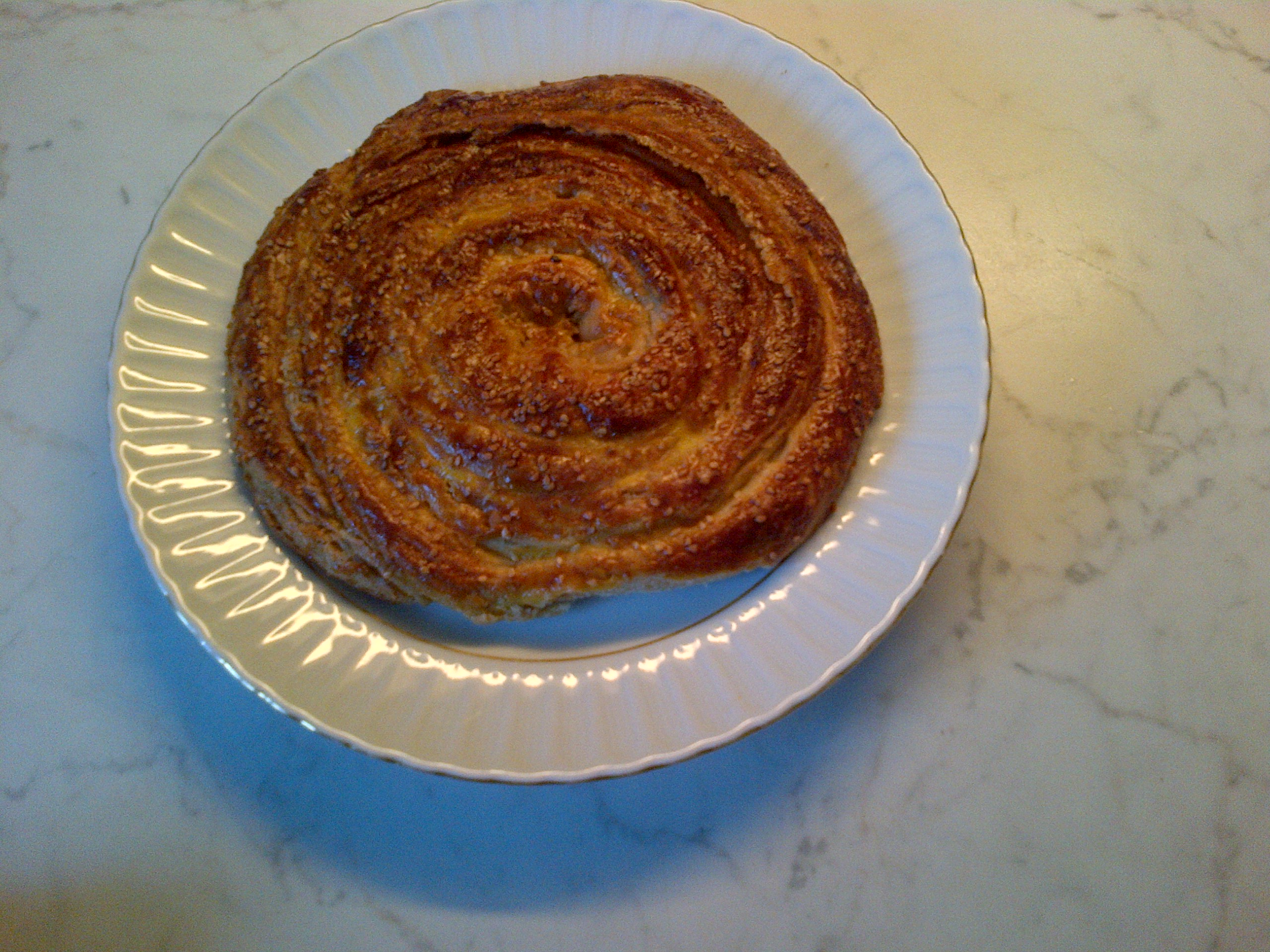
Tahinli çörek a Ankara